# Siciliano
Der Siciliano oder die Siciliana ist eine Satzbezeichnung der Barockmusik für Gesangsstücke (Arien), Tanzstücke oder Suitensätze. 

## Charakteristische Merkmale

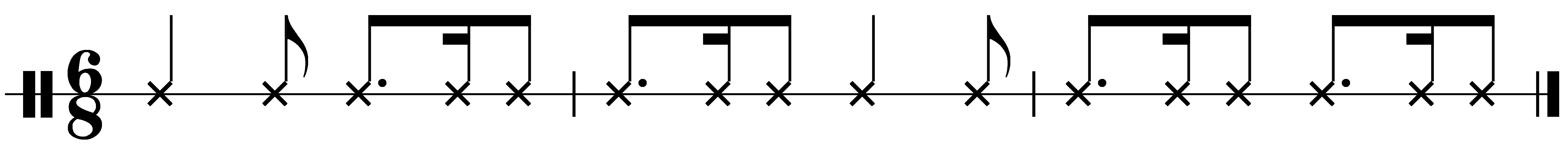
Beispiel eines Siciliano-Rhythmus

Kennzeichnend für den Siciliano sind:
- Liebliche, oft schmerzhaft-süße Melodik, insbesondere in Moll-Tonarten.
- 6/8- oder 12/8-Takt in schleppendem, wiegendem Rhythmus. Charakteristisch ist die verlängerte erste Achtelnote in vielen 3/8-Gruppen und die entsprechend verkürzte, nur „angetippte“ 2. Note.
- Hin und wieder eingestreute Synkopen und die Verwendung des neapolitanischen Sextakkords unterstützen die zärtlich-melancholische Emotion.

## Notenbeispiel

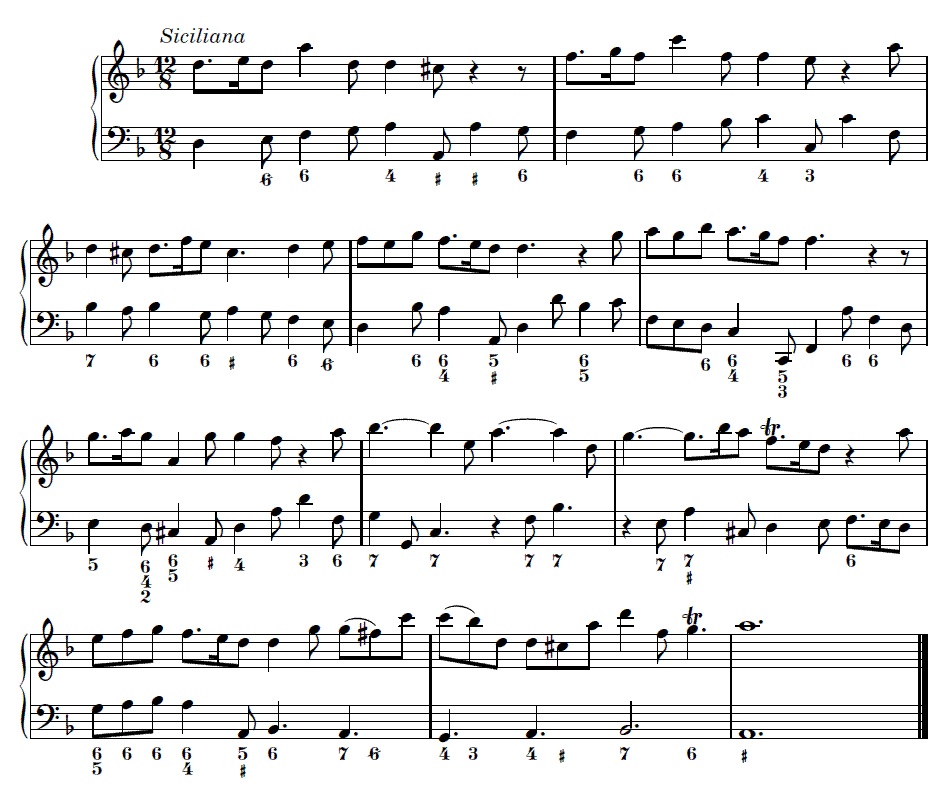
3. Satz (Siciliana) aus Georg Friedrich Händels Sonate op. 1, 11 für Flöte, Oboe oder Violine und Generalbass in zweistimmiger, bezifferter Notation

## Herkunft
Eine Verbindung mit Sizilien, z. B. als ursprünglich sizilianischer Tanz, wird zwar seit Aufkommen des Sicilianos oft behauptet, lässt sich aber nicht nachweisen.

## Verwendung in späteren Epochen
Gelegentlich trifft man den Siciliano auch in der Nachbarockzeit an, beispielsweise bei Joseph Haydn. Seine Sopranarie Nun beut die Flur das frische Grün in der Schöpfung ist ein Siciliano. Auch Wolfgang Amadeus Mozart setzte es hin und wieder ein, um kummervolle Stimmung auszudrücken, beispielsweise in der Sopranarie Ach, ich fühl’s, es ist verschwunden aus der Zauberflöte, im langsamen fis-Moll Satz des Klavierkonzerts A-Dur KV 488 und im Finalsatz des Streichquartetts d-Moll KV 421. 1893 komponierte Gabriel Fauré eine Sicilienne im Stil impressionistischer Musik als Satz einer Schauspielmusik für das Stück Pelléas et Mélisande nach Maurice Maeterlinck.

## Hörbeispiele
Zwei Live-Einspielungen:
- 3. Satz aus der Sonate BWV 1035 für Flöte und Basso Continuo von Johann Sebastian Bach

Siciliano aus BWV 1035, Alex Murray (Flöte), Martha Goldstein (Cembalo)ⓘ
- Largo e spiccato aus dem Concerto Nr. 11 d-moll aus L’Estro Armonico von Antonio Vivaldi; Orgelbearbeitung von Johann Sebastian Bach

Siciliano d-moll BWV 596ⓘ